# Eleanor Zabel Willhite
Eleanor « Nellie » Zabel Willhite, née le 22 novembre 1892 à Box Elder, le Dakota du Sud et morte le 2 septembre 1991, est la première femme sourde et la première femme du Dakota du Sud à obtenir la licence de pilote d'avion.

## Biographie
Eleanor Zabel Willhite est devenue sourde à l'âge de deux ans à cause de la rougeole. En 1928, elle a obtenu sa licence de pilote et elle effectue son premier vol solo 13 janvier 1928,. 
Elle est l'un des membres fondateurs de la Quatre-vingt-dix-neuf, une organisation qui est fondée, en 1929, avec 99 femmes pilotes comme membres fondateurs. L'association 99 est destinée à la promotion de l'aviation et au soutien pour les femmes dans l'aviation. 

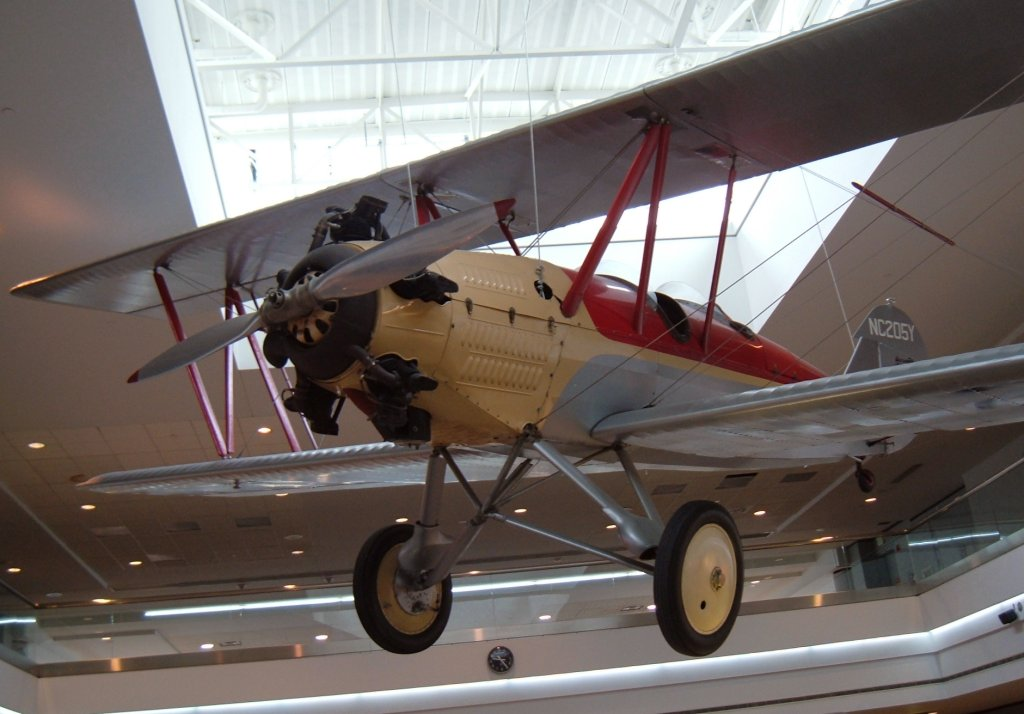
Eleanor a utilisé un avion Alexander Eagkerock OX-5, nommé Pard, qui ressemble à ce avion (photo).

E Eleanor Zabel Willhite a travaillé en tant que pilote commerciale pour la poste aérienne jusqu'en 1944. Elle fait aussi de l'avion de voltige. 
Son avion Pard est aujourd'hui exposé au Southern Museum of Flight à Birmingham, en Alabama.